# Mon (emblema)
|  | Aquest article tracta sobre un signe heràldic japonès. Vegeu-ne altres significats a «Món (heràldica)». |

Mon (紋) (plural mon), també monsho (紋章), mondokoro (紋所), o kamon són emblemes familiars japonesos. El mot mon s'aplica a qualsevol emblema, en canvi kamon i mondokoro s'apliquen només a emblemes familiars. Mon sovint en català es tradueix com a "placa", "escut" o "escut de família".
Un mon consisteix en un dibuix dins un cercle (per exemple plomes, flors, o algun objecte). Els mon corresponen als escuts d'armes europeus perquè o bé estan relacionats amb un llinatge o família determinada, o amb una persona que ha assolit alguna mena de reconeixement públic o que simplement a adoptar armes per representar-se. Els dibuixos solen ser versions simplificades de temes tradicionals japonesos, com el del bambú. Els artistes poden triar quelcom que representi llur art; un dibuix en forma de ventall podria triar-lo una geisha. Comparats amb els escuts d'armes europeus, els mon poden tenir un disseny més elaborat, mentre que en els escuts europeus s'hi combinen més elements (peces, figures i mobles), situats en un camper que pot ser partit o repartit i estar envoltat de diferents elements (timbre, mantell, acompanyants, mot. etc.), seguint unes normes i amb una terminologia pròpia inexistents en l'heràldica japonesa, on també manquen els heralds.
Com a Europa, la transmissió de l'ús del mon va del pare al primer fill, però els altres fills poden emprar el mateix o fer-hi alguna modificació per tal de distingir-se'n, com les brisures de l'heràldica. Una dona també pot portar el seu mon de fadrina, si vol, i transmetre'l a les seves filles o emprar el del seu marit, però més petit.
El mon més antic és de l'any 1100. Aleshores els membres de la noblesa, o Kuge, que servien l'emperador del Japó n'adoptaren, però no tots. Al segle xii els senyors territorials augmentaren el seu poder i començà una etapa de guerres entre ells que impulsà l'ús dels mon per a distingir els contrincants, al mateix temps que a Europa. Cada senyor tingué, doncs, el seu mon. Quan al principi del segle xvii arribà un període de pau, anomenat Edo, l'ús del mon es difongué a les altres classes socials i paral·lelament la tradició fixà les normes de l'heràldica japonesa.
Actualment, teòricament totes les famílies japoneses tenen un mon, però actualment es fa servir més poc que abans. El mon encara es porta sobretot al kimono i li dona un to de seriositat. Un kimono pot dur-ne un, tres o cinc. Els mon poden ser més o menys formals. Com més destaqui el mon, més formal serà. Això pot ajudar a donar més o menys formalitat al kimono, depenent del gust de qui el porti. En els vestits de la classe alta, els mon es podien veure col·locats a cada banda del pit del kimono, a cada mànega, i al mig de l'esquena. A l'armadura, es podia dur en el kabuto (elm), al do (cuirassa), a les banderes i penons i a diversos llocs més. El mon també es podia posar en els cofres, pavellons de campanya, ventalls i en molts més objectes importants. Actualment les persones individualment encara empren un inkan en usos oficials i en els negocis. El mon encara es pot veure molt en les botigues d'artesania tradicional i en les especialitzades. Alguns restaurants de sushi han afegit un mon a la seva marca comercial i se'n poden veure de dibuixats a les teules d'argila de les cases antigues. Els dibuixos de mon també es posen sovint en els paquets de senbei, sake, tofu per donar-los un to d'elegància i distinció. El mon de paulownia es troba en el revers de les monedes de 500 iens.

Segell nacional i imperial del Japó. Segell imperial del crisantem.
Aquest dibuix de la flor paulownia (go-shichi-no-kiri) és el símbol del Despatx del Primer Ministre del Japó.
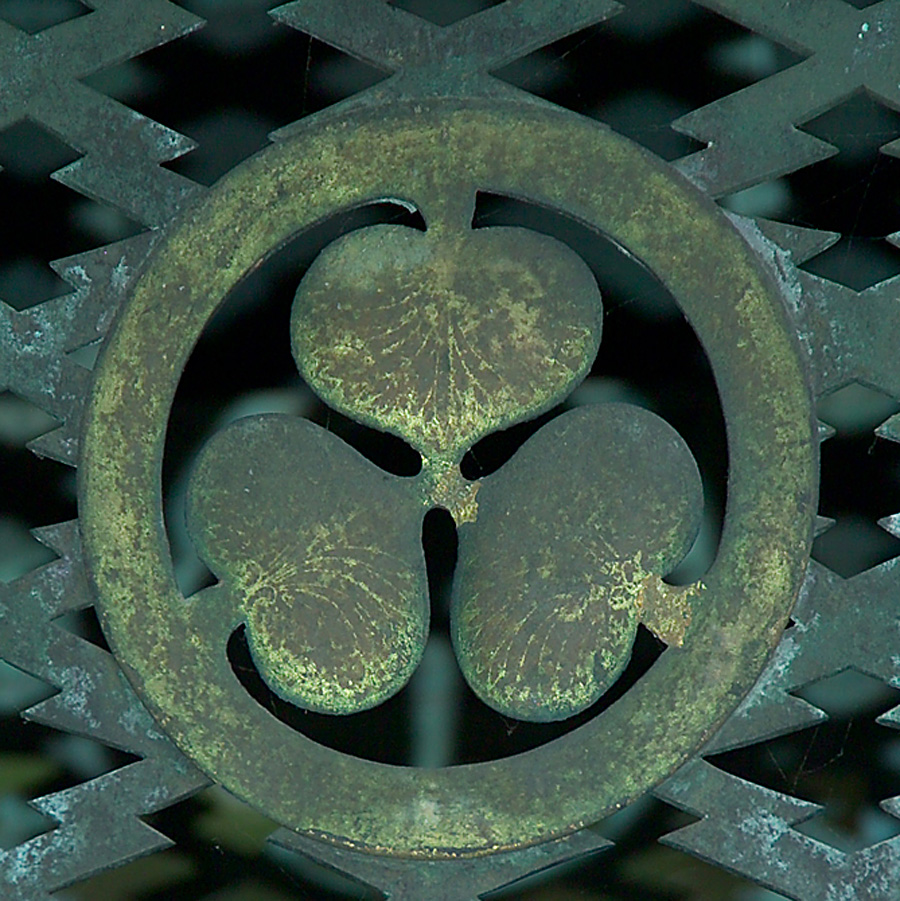
El mon del shogunat Tokugawa en un fanal a Nikko Toshogu

## Llista dekamonrepresentatius
- Abeseimeiban (阿部清明判)
- Abekezeni (阿部家銭)
- Agehanochō (揚羽蝶)
- Aizu mitsu aoi (会津三葵)
- Arimake kara hana (有馬家唐花)
- Arimoji (有文字)
- Bōjōke uroko (北条家鱗)
- Chigai bishi (違菱)
- Chigai daikon (違大根)
- Chigai kine (違杵)
- Chigai masakari (違鉞)
- Chigai takanoha (違鷹羽)
- Chigai yabane (違矢羽)
- Chūwani chigaikama (中輪に違鎌)
- Chūwani gosannokiri (中輪に五三桐)
- Chūwani narabitakanoha (中輪に並鷹羽)
- Daki gyōyō (抱杏葉)
- Daki kajinoha (抱梶葉)
- Daki kashira (抱柏)
- Daki myōga (抱茗荷)
- Daki Omodaka (抱面高)
- Daki ine (抱稲)
- Daki kajinoha (抱梶葉)
- Daki kashiwa (抱柏)
- Daki omodaka (抱面高)
- Eirakusen
- Futowani masakari (太輪に鉞)
- Gaku (額)
- Genji kōzu (源氏香図)
- Gion mamori (祗園守)
- Gion mamoriku-zushi (祗園守崩し)
- Gisan nokiri (五三桐)
- Gohon bone ōgi (五本骨扇)
- Gomaisasa (五枚笹)
- Goshi chinokiri (五七桐)
- Gyōyō botan (杏葉牡丹)
- Hanabishi (花菱)
- Hanakage kyōyōbotan (花陰杏葉牡丹)
- Hanatsuki mitsuaoi (花付き三つ葵)
- Hana wachigai (花輪違)
- Hidari futatsu domoe (左二巴)
- Hidari midori (左三ツ巴)
- Hinomaru ōgi (日の丸扇)
- Hirai zutsu (平井筒)
- Hiraki kasa (開き傘)
- Hishimochi (菱持)
- Hitotsu tabanenoshi (一束熨斗)
- Hitotsu tsurumyōganome (一蔓茗荷丸)
- Hiyokuzuru (比翼鶴)
- Hondake tachiaoi (本多家立葵)
- Honmoji (本文字)

Agehanochō

Chigai bishi

Daki myōga

Gion mamori

Gomaisasa

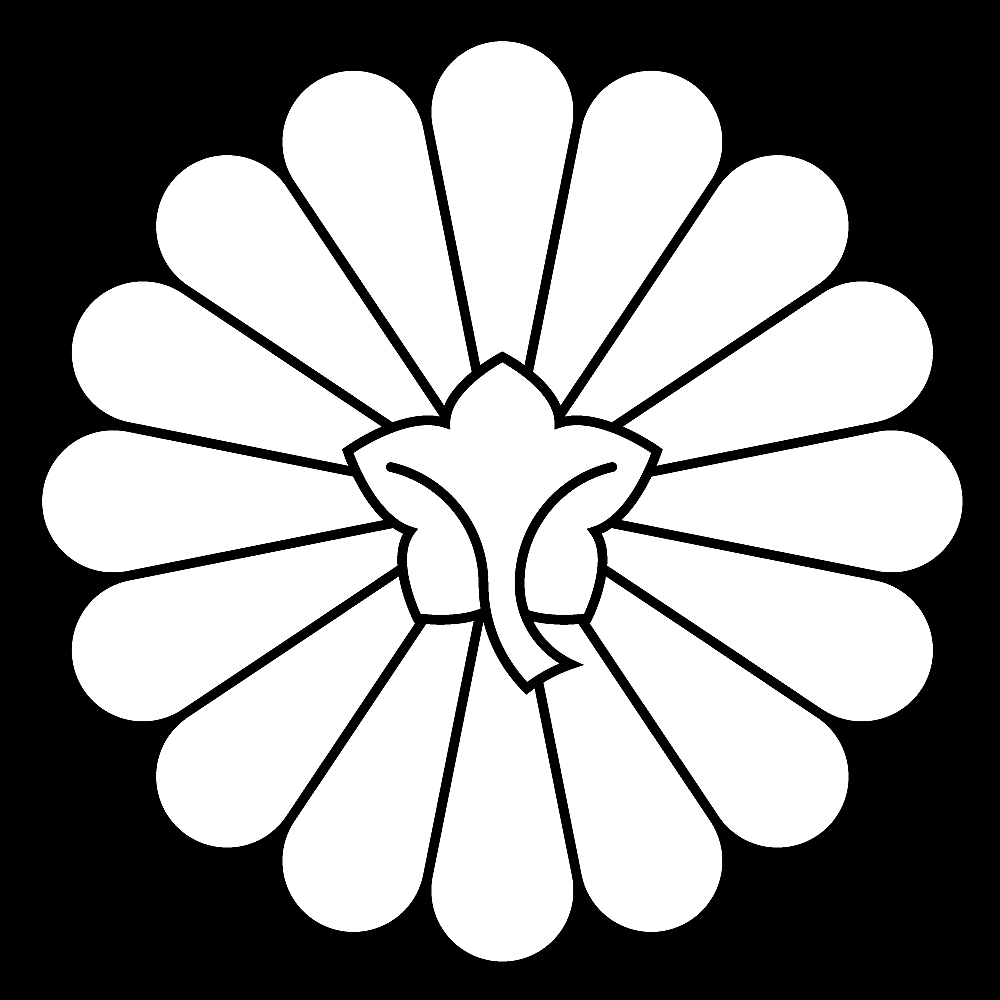
Jūroku uragiku

Kuginuki

Maruni mitsu aoi (Mitsuba aoi)

Maruni hidari sangaimatsu

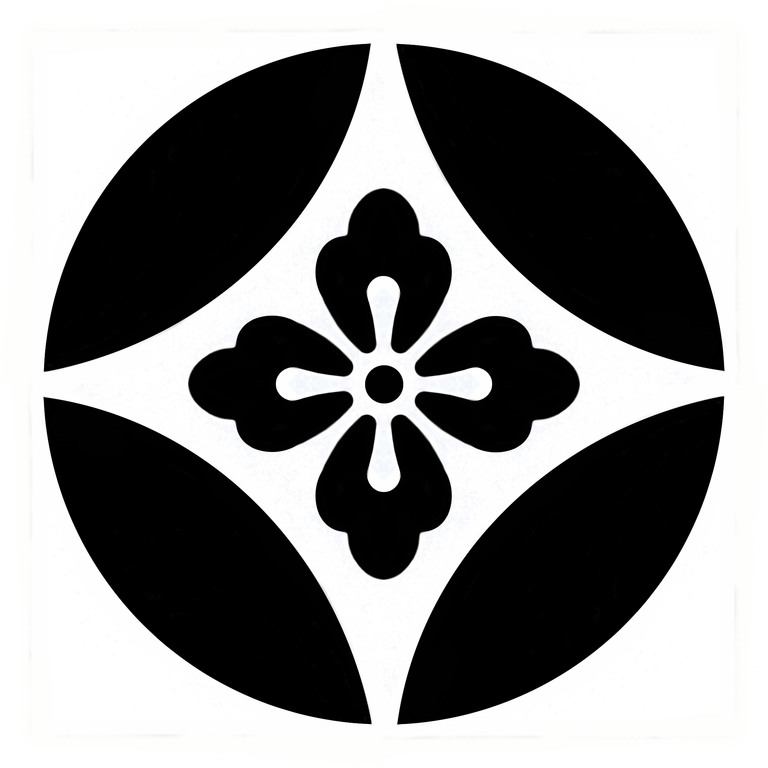
Hana Wachigai

Mitsu uroko

Mitsugumi tachibana

Mimasu

Musubi mitsugashiwa

Nakagawake kurusu

Sasarindō

Sumikiri hanabishi

Tachi omodaka

Yotsu hanabishi

- Hosowani nozoki kajinoha (細輪に覗き梶葉)
- Ichimonji (一文字)
- Ichimonji jimitsuboshi(一文字三星)
- Igeta (井桁)
- Igetani mokkō (井桁に木瓜)
- Ikari (碇)
- Ine no maru (稲の丸)
- Injūchō (因州蝶)
- Iori (庵)
- Ippon sugi (一本杉)
- Ishimochi (石餅)
- Itōke fuji (伊藤家藤)
- Itowani kawarikochō (糸輪に変り胡蝶)
- Itowani uchiwa (糸輪に団扇)
- Itsutsu rindōguruma (五ツ龍胆)
- Itsutsu warimanji (五割万字)
- Janome (蛇の目)
- Jinuki eirakusen
- Jūjikurusu (十字久留子)
- Jūrokuben yae omotegiku (十六弁八重表菊) - Emperador del Japó
- Jūrokuyou uragiku (十六葉裏菊)
- Jūroku uragiku (十六裏菊)
- Jūshiben hitoe uragiku (十四弁一重裏菊)
- Kagekuyō (陰九曜)
- Kageman jimaru (陰万字丸)
- Kagetsuta (陰蔦)
- Kagome (籠目)
- Kaji (卦字)
- Kakitsu batabishi (杜若菱)
- Kama (鎌)
- Kana wakuzushi (金輪崩し)
- Kan-ei Tsūhō (寛永通宝)
- Kanibami (酢漿草)
- Karabishibana (唐菱花)
- Karahana (唐花)
- Kasa (傘)
- Kasa (笠)
- Kasane hanagata genjiguruma (重ね花形源氏車)
- Kasane masu (重ね枡)
- Kashira awasemitsu kasa (頭合三笠)
- Kawari kikusui (変り菊水)
- Kawari uchiwa (変り羽団扇)
- Kichimoji (吉文字)
- Kikkō (亀甲)
- Kikkōni hanabishi (亀甲に花菱)
- Kiku fusen ryō (菊浮線綾)
- Kikusui (菊水)
- Kikyō (桔梗)
- Kiriguruma (桐車)
- Kochō (胡蝶)
- Komochi kikkō (子持亀甲)
- Konoe botan (近衛牡丹)
- Kuginuki (釘抜)
- Kujōke fuji (九条家藤)
- Kumihiraizutsu (組平井筒)
- Kurodake tachibana (黒田家橘)
- Kutsuwa (轡)
- Kuyō (九曜)
- Manji (卍)
- Maruni agehanochō (丸に揚羽蝶)
- Maruni chidori (丸に千鳥)
- Maruni chigai chōji (丸に違丁字)
- Maruni chigai takanoha (丸に違鷹羽)
- Maruni chigai ya (丸に違矢)
- Maruni dakikashiwa (丸に抱き柏)
- Maruni dakimyōga (丸に抱茗荷)
- Maruni futatsu biki (丸に二引)
- Maruni hanaken bishi (丸に花剣菱)
- Maruni hanare kenkatabami (丸に離れ剣片喰)
- Maruni hidari sangaimatsu (丸に左三階松)
- Maruni hitotsu biki (丸に一引)
- Maruni hitotsu kine (丸に一杵)
- Maruni hitotsu uroko (丸に一鱗)
- Maruni ipponsugi (丸に一本杉)
- Maruni jūnoji (丸に十の字) - Família Shimazu i Ijuin
- Maruni katabami (丸に片喰)
- Maruni kawari iori (丸に変り庵)
- Maruni kawari sangaibishi (丸に変り三蓋菱)
- Maruni kenkatabami (丸に剣片喰)
- Maruni kikyō (丸に桔梗)
- Maruni kumai zasa (丸に九枚笹)
- Maruni masu (丸に枡)
- Maruni mitsu aoi (丸に三葵) aka. Mitsuba aoi (三葉葵) - Shogunat Tokugawa
- Maruni mitsu gashiwa (丸に三柏)
- Maruni mitsu ōgi (丸に三ツ扇)
- Maruni narabihiiragi (丸に並柊)
- Maruni nitsuta (丸に蔦)
- Maruni tachibana (丸に橘)
- Maruni tekoku ginukibishi (丸に梃子釘抜菱)
- Maruni tobima izuru (丸に飛び舞鶴)
- Maruni yotsu ishi (丸に四石)
- Maruno uchini mitsuhikiryō (丸の内に三引両)
- Masu (枡)
- Matsu kawabishi (松皮菱)
- Migi mitsudomoe (右三巴)
- Mika zuki (三日月)
- Mitoke mitsu aoi (水戸家三葵)
- Mitsu bikiryō (三引両)
- Mitsu gashiwa (三柏)
- Mitsu hiōgi (三檜扇)
- Mitsu ichō (三銀杏)
- Mitsu ishi (三石)
- Mitsu kaede (三楓)
- Mitsu ōgi (三ツ扇)
- Mitsu oi hiiragi (三追柊)
- Mitsu uroko (三つ鱗)
- Mitsu warinadeshiko (三割撫子)
- Mitsugumi tachibana (三ツ組橘)
- Mitsumori janome (三盛蛇の目)
- Mitsuya (三矢)
- Mittsu gasa (三傘)
- Mimasu (三枡)
- Mittsu kanawa (三金輪)
- Mittsu karigane (三雁金)
- Mittsu naname karigane (三斜雁金)
- Mittsu sasarindō (三笹竜胆)
- Mittsu tachi jikuchigai ichō (三立軸違銀杏)
- Mochi aikutsuwa (持合轡)
- Mokkō (木瓜)
- Mokkō hanabishi fusen-aya (木瓜花菱浮線綾)
- Mukai bato (対鳩)
- Mukai nami (対波)
- Musubi karigane (結雁金)
- Musubi mitsugashiwa (結三柏)
- Mutsuya guruma (六矢車)
- Nabeshima kebotan (鍋島家牡丹)
- Nabeshima kehiashi (鍋島家日足)
- Nadeshiko (撫子)
- Naitōkeuchiwa (内藤家団扇) ū
- Nakagawake kurusu (中川家久留子)
- Nakakagemitsudomoe (中陰三巴)
- Nakakagesagarifuji (中陰下藤)
- Namiwani kagechidori (波輪に陰千鳥)
- Nejikikyō (捻桔梗)
- Nejimukō ume (捻向梅)
- Nihachigaku (二八額)
- Nihonsugi (二本杉)
- Nijōkefuji (二条家藤)
- Nobori fuji (昇り藤)
- Ojikini-sanmoji (折敷に三文字)
- Omodaga (沢瀉)
- Ōnakaguro (大中黒) - Nitta Yoshisada
- Onizuta (鬼蔦)
- Roku monsen (六文銭)
- Sagarifuji (下藤)
- Sakura (桜)
- Sakura fusenryō (桜浮線両)
- Sanadake zeni (真田家銭)
- Sanbonsugi (三本杉)
- Sangaibishi (三蓋菱)
- Sanmonsen (三文銭)
- Sasarindō (笹竜胆)
- Sendai izasa (仙台笹)
- Shimazu jūmonji (島津十文字)
- Soroi futatsu hikiryō (揃い二つ引き両)
- Sumiatate yotsume (隅立四目)
- Sumikiri hanabishi (隅切り花菱)
- Sumitateyotsume (隅立四目)
- Tachi aoibishi (立葵菱)
- Tachibana (橘)
- Tachi kajinoha (立梶葉)
- Tachi omodaka (立面高)
- Tachiaoibishi (立葵菱)
- Tachibotan (立牡丹)
- Tachika jinoha (立梶葉)
- Taikō giri (太閤桐)
- Taikyokuzu (対極図)
- Takeda bishi (武田菱)
- Tooyamake fuji (遠山家藤)
- Tsurunomaru (鶴の丸)
- Tsuta (蔦)
- Uchiwazasa (団扇笹)
- Ume (梅)
- Umebochi (梅鉢)
- Uraki kubishi (裏菊菱)
- Uranamisen (裏波銭)
- Wari daikon (割大根)
- Waribishi (割菱)
- Yagyū gasa (柳生笠)
- Yama togizakura (大和桜)
- Yamabishi (山菱)
- Yamani kasumi (山に霞)
- Yanagi sawanabishi (柳沢花菱)
- Yattsu chōji (八丁字)
- Yoko mokkō (横木瓜)
- Yonezawazasa (米沢笹)
- Yotsu hanabishi (四ツ花菱)
- Yotsume yui (四つ目結))
- Yotsume mon (四つ目紋)
- Yottsu ikari (四碇)
- Yottsu ishi (四石)
- Yottsu matsukawabishi (四松皮菱)
- Yuki (雪)